# Château de Ladhuie
Le château de Ladhuie a été construit sur les berges du Lot, sur le territoire de la commune de Montayral, dans le département de Lot-et-Garonne.

## Histoire
Quand Édouard Ier reprend possession de l'Agenais, en 1279, après le traité d'Amiens, il va entreprendre, vers 1289, de rendre navigable le Lot pour faciliter le transport des marchandises du Quercy vers Bordeaux. Il fait construire onze barrages sur le Lot à la fin du XIIIe siècle dans le bailliage de Penne, sur un parcours de 22 kilomètres. Il a chargé son connétable à Bordeaux, d'Angolive, de mettre une somme de 10 000 livres à disposition de maître André pour mener à bien l'entreprise. La construction a été confiée à différents entrepreneurs. C'est ainsi qu'on voit les Lustrac se charger de la construction d'un barrage. Ces travaux commencés en 1291 vont être réalisés rapidement pour un coût qui n'a pas dépassé 4 000 livres. Ils vont être arrêtés en 1294 quand Philippe le Bel saisi l'Agenais pour ne le rendre au roi d'Angleterre qu'en 1303.
Mais en 1311, à la demande du roi d'Angleterre une enquête est faite sur les barrages Guillaume Cazes, juge d'Agen. Pour accaparer les droits de péage, les seigneurs des environs ont fait construire à proximité des édifices fortifiés.
La tour d'Orgueil s'appuie sur un de ces barrages. Le château a alors été construit pour contrôler le barrage et prélever des droits de passage.
Pendant la guerre de Cent Ans, en 1424, la tour d'Orgueil appelée aussi de Ladhuie ou de Laduguie, est prise par Lancelot de la Barthe du parti anglais. Elle est reprise par Naudonnet de Lustrac qui combat pour le roi de France.
D'après Gilles Séraphin, la tour de Ladhuie ou Laduguie est remplacée à la fin du XVe siècle par un manoir, peut-être pour Armand de Laduguie mentionné entre 1502 et 1506. Armand de Laduguie a été marié à Jeanne de Lustrac, fille d'Antoine Ier de Lustrac.
Un second corps de logis est édifié contre l'ancienne construction à la limite des XVIe-XVIIe siècles, probablement pour la famille de Lagoutte. En 1695, les documents notariés citent Jacques de La Goutte, seigneur du Buscon, habitant son château de La Duguie, frère de François de La Goutte, seigneur de Lapoujade à Saint-Vite.
Le logis est agrandi pendant la première moitié du XVIIe siècle.
Le château est saisi au début de la Révolution comme bien de l'émigré Brous Cézerac. Il est vendu le 24 thermidor An II à Jean Maydieu pour 160 000 livres.
Le château a été inscrit monument historique le 20 juin 1950,.